# 박경민 (배우)
박경민 (1988년 6월 7일 ~ )는 대한민국의 배우이다.

## 연기 활동

### 영화
- 2006년 《백만장자의 첫사랑》 ... 럭셔리 카페 남/여 역 (단역)
- 2006년 《비열한 거리》 ... 강변 레스토랑 웨이터 역 (단역)
- 2014년 《일대일》 ... 카페여손님 역 (단역)
- 2015년 《여자라서》 ... (주연)

### 연극
- 2012년 《그래도 나는 하지 않았다》
- 2013년 《꿈의 대화》
- 2016년 《화학작용2 오르다편》

### 뮤직비디오
- 2009년 DNT - 가슴이 사랑하는 법
- 2016년 메이드인트리 - 그리움이란 이름